# Scott E. Parazynski
Scott Edward Parazynski (Little Rock, 28 de julho de 1961) é um médico e ex-astronauta norte-americano, veterano de cinco missões no espaço.

## Biografia
Selecionado para a NASA em março de 1992, Scott completou um ano de treinamento e avaliação no Centro Espacial Johnson e foi qualificado como especialista de missão, sendo destacado para o grupo de astronautas aptos a missões que envolviam atividades extra-veiculares.
Em novembro de 1994 foi ao espaço pela primeira vez a bordo da nave Atlantis na missão STS-66, que colocou em órbita um laboratório atmosférico. Em seu retorno, foi escalado para astronauta reserva da terceira missão conjunta russo-americana de longa duração na estação espacial Mir, seguindo-se um treinamento de cinco meses na Cidade das Estrelas,Rússia, tendo em vista sua participação efetiva na próxima missão de estadia, da qual acabou sendo substituído por ser considerado muito alto para os novos desenhos dos assentos projetados para emergências a bordo das naves Soyuz, que levavam os astronautas à estação.

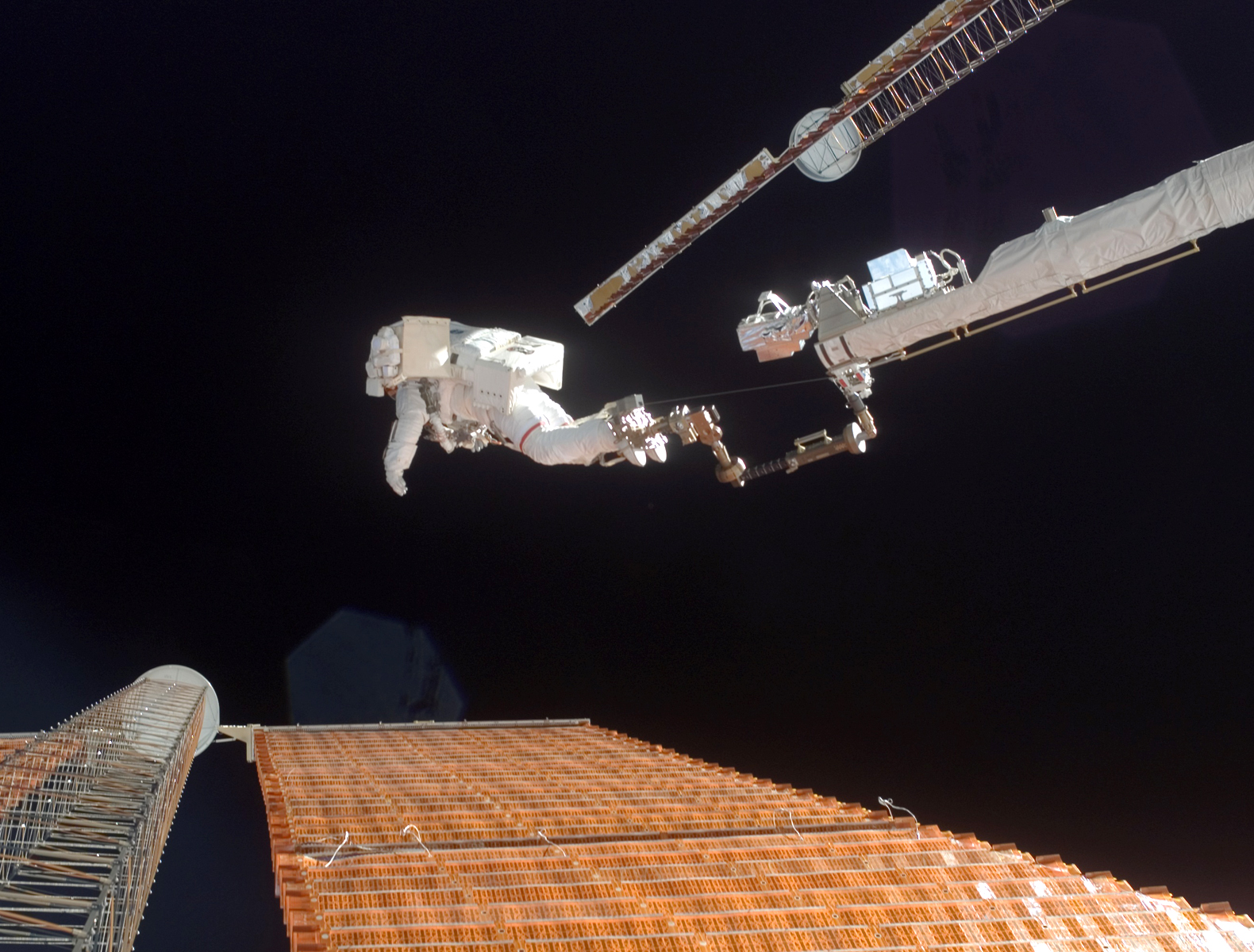
Scott Parazynski conserta os painéis solares da ISS no espaço, durante a missão STS-120.

Três anos após seu primeiro voo, voltou ao espaço na missão STS-86 da Atlantis, a sétima missão de acoplamento do ônibus espacial com a Mir, atuando como engenheiro de voo e realizando um passeio no espaço de cinco horas junto com o cosmonauta russo Vladimir Titov.
Em novembro de 1998 subiu novamente como engenheiro de voo e responsável pelos estudos de investigação da relação entre voos espaciais e pessoas de idade avançada na missão STS-95 de nove dias da Discovery, que levou novamente à órbita 36 anos depois, como parte da tripulação, o pioneiro dos voos espaciais norte-americanos John Glenn, então senador e com 77 anos de idade, até hoje a pessoa mais idosa a ir ao espaço.
Em 2001, sua quarta missão foi a bordo do ônibus espacial Endeavour, que o levou pela primeira vez à Estação Espacial Internacional, na qual ele realizou dois passeios espaciais para instalar antenas de UHF e braços robóticos de última geração.
Sua última missão foi em outubro de 2007, novamente na Discovery, na missão STS-120 da NASA, para quinze dias na ISS, na qual a tripulação instalou um novo módulo na estação espacial e Parazynski teve a delicada tarefa de consertar os painéis solares danificados da ISS, numa atividade total de sete horas no espaço, na ponta de um braço robótico de 30m de comprimento.
Em seus cinco voos espaciais, Scott Parazynski, um dos mais experientes astronautas da NASA, acumulou 1019 horas no espaço (equivalente a seis semanas)  e um total de vinte horas em Atividades extra-veiculares.